# Arsène-Célestin Fié
Arsène-Célestin Fié est un médecin et un homme politique français, né le 31 octobre 1869 à Myennes (Nièvre) et mort le 27 mai 1968 à Saint-Amand-en-Puisaye (Nièvre).

## Biographie
Issu d'une modeste famille d'artisans, il devient docteur en médecine. Il entre en politique en devenant conseiller général de Saint-Amand en 1907, puis conseiller municipal et maire de la ville en 1908 et 1910.
En 1923, il se présente aux élections sénatoriales comme républicain-socialiste mais n'est pas élu. L'année suivante, il figure en troisième position sur la liste du Cartel des gauches et est élu député. Il s'inscrit au groupe républicain-socialiste et socialiste français, qui regroupe les élus de deux scissions successives de la SFIO.
En 1928, il est réélu contre un autre député sortant, Marcel Lebœuf, alors membre de l'Alliance démocratique - le scrutin uninominal ayant été rétabli dans l'intervalle. Il rejoint cette fois le groupe de la SFIO, qu'il ne quittera plus. Il est réélu en 1932 et 1936, à chaque fois contre le même candidat de la Fédération républicaine, M. Lallement.
Le 10 juillet 1940, il ne prend pas part au vote sur la remise des pleins pouvoirs au maréchal Pétain et se retire de la vie parlementaire. Il décède à Saint-Amand dans sa 99e année.